# Lina Krasnoroetskaja
Lina Vladimirovna Krasnoroetskaja (Russisch: Лина Владимировна Красноруцкая) (Obninsk, 29 april 1984) is een voormalig professioneel tennisspeelster uit Rusland. Ze begon met tennis toen ze drie jaar oud was, en werd beroepsspeelster op haar vijftiende. Haar favoriete ondergrond is gras. Op 21-jarige leeftijd beëindigde ze haar professionele tennisloopbaan, als gevolg van terugkerende ziektebeelden. Later werd zij commentator bij een Russisch tv-station.

## Tennisloopbaan

### Junioren
In 1999 was Krasnoroetskaja nummer een op de wereldranglijst voor junioren. In datzelfde jaar won ze de US Open-titel bij de junioren (enkelspel), waarbij ze de finale in het dubbelspel verloor.

### Enkelspel
Krasnoroetskaja won geen WTA-titels. Wel stond ze eenmaal in een WTA-finale: in 2003, op het toernooi van Toronto. Daarnaast won ze een ITF-titel: in 1999 in San Severo. Haar beste resultaat op de grandslamtoernooien is het bereiken van de kwartfinale op Roland Garros 2001. Haar hoogste positie op de WTA-ranglijst is de 25e plaats, die ze bereikte in januari 2004. Tot haar verdere wapenfeiten mag ze niet alleen overwinningen op Monica Seles (Doha, 2003, tweede ronde) en Nadja Petrova (Indian Wells, 2001 en Pan Pacific, 2003) rekenen; tevens won ze in Toronto (2003) haar derderondepartij van de Belgische Kim Clijsters, op dat moment nummer één van de wereldranglijst.

### Damesdubbelspel
Krasnoroetskaja won één WTA-titel: in 2003 op het toernooi van Rosmalen, samen met landgenote Jelena Dementjeva. Daarnaast stond ze nog tweemaal in een WTA-finale. Haar beste resultaat op de grandslamtoernooien is het bereiken van de halve finale op Wimbledon 2003, eveneens samen met Jelena Dementjeva – opmerkelijk detail: op weg naar deze halvefinaleplaats hadden Krasnoroetskaja en Dementjeva de zusters Venus en Serena Williams verslagen. Haar hoogste positie op de WTA-ranglijst is de 22e plaats, die ze bereikte in februari 2004.

### Gemengd dubbelspel
Hoewel Krasnoroetskaja weinig gemengd dubbelspel speelde, behaalde ze uitgerekend in deze discipline haar beste overall grandslam-resultaat: in 2003, een finaleplaats op de US Open, samen met Canadees Daniel Nestor.

## Posities op deWTA-ranglijst enkelspel
Positie per einde seizoen:
| jaartal | rank |
| ------- | ---- |
| 2004    | 138  |
| 2003    | 27   |
| 2002    | 175  |
| 2001    | 34   |
| 2000    | 133  |
| 1999    | 164  |

## Palmares
| Legenda                | Legenda                  |
| ---------------------- | ------------------------ |
| Grandslamtoernooi      |                          |
| Olympische Spelen      |                          |
| Year-End Championships |                          |
| tot 2009               | 2009 – 2020 / vanaf 2021 |
| Tier I                 | Premier Mandatory        |
| Tier II                | Premier Five / WTA 1000  |
| Tier III               | Premier / WTA 500        |
| Tier IV & V            | International / WTA 250  |
|                        | Challenger / WTA 125     |

### WTA-finaleplaatsen enkelspel
| nr.              | datum      | toernooi    | ondergrond | tegenstandster | score    |         |
| ---------------- | ---------- | ----------- | ---------- | -------------- | -------- | ------- |
| Verloren finales |            |             |            |                |          |         |
| 1.               | 2003-08-17 | WTA Toronto | hardcourt  | Justine Henin  | 1-6, 2-6 | details |

### WTA-finaleplaatsen dubbelspel
| nr.                                 | datum      | toernooi     | ondergrond | partner           | tegenstandsters                | score            |         |
| ----------------------------------- | ---------- | ------------ | ---------- | ----------------- | ------------------------------ | ---------------- | ------- |
| Gewonnen finales damesdubbelspel    |            |              |            |                   |                                |                  |         |
| 1.                                  | 2003-06-21 | WTA Rosmalen | gras       | Jelena Dementjeva | Nadja Petrova Mary Pierce      | 2-6, 6-3, 6-4    | details |
| Verloren finales damesdubbelspel    |            |              |            |                   |                                |                  |         |
| 1.                                  | 2001-10-07 | WTA Moskou   | tapijt     | Jelena Dementjeva | Martina Hingis Anna Koernikova | 61-7, 3-6        | details |
| 2.                                  | 2002-11-10 | WTA Pattaya  | hardcourt  | Tatjana Panova    | Kelly Liggan Renata Voráčová   | 5-7, 67-7        | details |
| Verloren finales gemengd dubbelspel |            |              |            |                   |                                |                  |         |
| 1.                                  | 2003-08-07 | US Open      | hardcourt  | Daniel Nestor     | Katarina Srebotnik Bob Bryan   | 7-5, 5-7, [5-10] | details |

## Prestatietabel
| Legenda | Legenda                          |
| ------- | -------------------------------- |
| g.t.    | geen toernooi gehouden           |
| l.c.    | lagere categorie                 |
| –       | niet deelgenomen                 |
| G       | uitgeschakeld in de groepsfase   |
| 1R      | uitgeschakeld in de eerste ronde |
| 2R      | uitgeschakeld in de tweede ronde |
| 3R      | uitgeschakeld in de derde ronde  |
| 4R      | uitgeschakeld in de vierde ronde |
| KF      | uitgeschakeld in de kwartfinale  |
| HF      | uitgeschakeld in de halve finale |
| F       | de finale verloren               |
| W       | het toernooi gewonnen            |
| w-v     | winst/verlies-balans             |

### Grand slam, enkelspel
| Toernooi        | 2000 | 2001 | 2002 | 2003 | 2004 |
| --------------- | ---- | ---- | ---- | ---- | ---- |
| Australian Open | 1R   | 1R   | 1R   | –    | 3R   |
| Roland Garros   | 1R   | KF   | –    | 2R   | –    |
| Wimbledon       | 1R   | 4R   | –    | 2R   | 2R   |
| US Open         | 1R   | 2R   | –    | 1R   | –    |

### Grand slam, vrouwendubbelspel
| Toernooi        | 2000 | 2001 | 2002 | 2003 | 2004 | 2005 |
| --------------- | ---- | ---- | ---- | ---- | ---- | ---- |
| Australian Open | –    | 1R   | –    | 1R   | 2R   | 1R   |
| Roland Garros   | 1R   | –    | –    | 2R   | –    | –    |
| Wimbledon       | 1R   | 2R   | –    | HF   | –    | –    |
| US Open         | –    | 3R   | –    | 3R   | –    | –    |

### Grand slam, gemengd dubbelspel
| Toernooi        | 2003 | 2004 |
| --------------- | ---- | ---- |
| Australian Open | –    | 1R   |
| Roland Garros   | –    | –    |
| Wimbledon       | 2R   | 3R   |
| US Open         | F    | –    |